# Littoraria pintado
Littoraria pintado is een slakkensoort uit de familie van de Littorinidae. De wetenschappelijke naam van de soort is voor het eerst geldig gepubliceerd in 1828 door Wood.